# Regeringen Frederik Stang

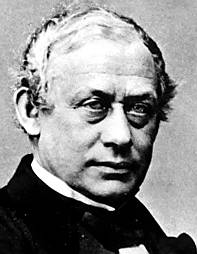
Frederik Stang

Regeringen Frederik Stang var en norsk regering som satt 21 juli 1873-11 oktober 1880. Statsminister var Frederik Stang och Norges statsminister i Stockholm var Otto Richard Kierulf. Frederik Stang var den förste som bar titeln Norges statsminister och var placerad i Kristiania. Man kan dock räkna hans regerings begynnelse redan från 1861, då han blev førstestatsråd.